# مارلون بلو
مارلون بلو (انگلیسی: Marlon Blue؛ زادهٔ ۱۹ مهٔ ۱۹۸۸) هنرپیشه و خواننده اهل انگلستان است. وی از سال ۲۰۱۳ میلادی تاکنون مشغول فعالیت بوده‌است.
از فیلم‌ها یا برنامه‌های تلویزیونی که وی در آن نقش داشته‌است می‌توان به خشم اشاره کرد.